# MTV Unplugged: El libro de las mutaciones
MTV Unplugged: El libro de las mutaciones es el noveno álbum en directo y el decimosexto del cantante español Enrique Bunbury. Fue grabado el 1 de septiembre de 2015 en los Estudios Churubusco de la Ciudad de México, presentado en la cadena televisiva de MTV latinoamericana el 26 de noviembre del mismo año y finalmente publicado el 27 de noviembre de 2015 bajo el sello discográfico de Warner Music. Bunbury se convirtió en el segundo cantante originario de España en grabar un MTV Unplugged, después de que lo hiciera Alejandro Sanz en 2001 con su álbum.

## Información general
En el segundo semestre de 2015 se da a conocer, la esperada grabación de un concierto acústico en los estudios de MTV en México bajo la conocida modalidad MTV Unplugged. Dicho concierto se grabó el 1 de septiembre de 2015 y se caracterizó por contar con un repertorio de canciones poco usual distinto al interpretado en las anteriores presentaciones en vivo. Bunbury expresó en una entrevista previa su deseo de renovar su repertorio de canciones en vivo, pues consideraba que había canciones que se habían interpretado ya demasiadas veces. Se caracterizó por incluir 5 temas de su discografía con Héroes del Silencio, así como temas poco comunes de su carrera como solista, sin incluir canciones de los álbumes Pequeño, Flamingos y El viaje a ninguna parte. El concierto contó con la participación de invitados especiales como Carla Morrison, Robi Draco Rosa, Vetusta Morla, León Larregui y Pepe Aguilar. Fue editado en CD + DVD (en forma digipak), LP, vinilo y en descarga digital.

## Listas de canciones
Todos los temas escritos por Enrique Bunbury, excepto donde se indica.

| N.º   | Título                                                 | Escritor(es)                                               | Duración |  |
| 1.    | «Ahora»                                                |                                                            | 5:40     |  |
| 2.    | «Dos clavos a mis alas»                                |                                                            | 4:23     |  |
| 3.    | «La sirena varada»                                     | Enrique Bunbury Joaquín Cardiel Juan Valdivia Pedro Andreu | 4:37     |  |
| 4.    | «Los inmortales»                                       |                                                            | 4:37     |  |
| 5.    | «El boxeador» (con Draco Rosa)                         |                                                            | 5:17     |  |
| 6.    | «El camino del exceso»                                 | Bunbury Cardiel Valdivia Andreu                            | 4:56     |  |
| 7.    | «Planeta Sur» (con Vetusta Morla)                      | Alan Boguslavsky Bunbury                                   | 5:00     |  |
| 8.    | «Hay muy poca gente»                                   |                                                            | 4:37     |  |
| 9.    | «Porque las cosas cambian» (con Carla Morrison)        |                                                            | 4:47     |  |
| 10.   | «Avalancha»                                            | Boguslavsky Bunbury Cardiel Valdivia Andreu                | 6:00     |  |
| 11.   | «Ven y camina conmigo» (con Pepe Aguilar)              | Bunbury                                                    | 4:40     |  |
| 12.   | «Mar adentro»                                          | Bunbury Cardiel Valdivia Andreu                            | 4:02     |  |
| 13.   | «Más alto que nosotros solo el cielo»                  |                                                            | 4:30     |  |
| 14.   | «La chispa adecuada (Bendecida 3)» (con León Larregui) | Boguslavsky Bunbury Cardiel Valdivia Andreu                | 4:52     |  |
| 15.   | «Doscientos huesos y un collar de calaveras»           |                                                            | 5:20     |  |
| 72:18 |                                                        |                                                            |          |  |